# Carl Fredrik Reinhold von Essen
Carl Fredrik Reinhold von Essen, född 3 oktober 1789 på Kavlås, död 8 april 1820 i Stockholm, var en svensk friherre, överste samt adjutant till kronprisen Karl Johan.
von Essen föddes på Kavlås som son till Hans Henric von Essen och Charlotta Eleonora De Geer af Leufsta. Hans mor dog i barnsäng redan när han var två år. Fadern gifte först om sig efter 10 år med Hedvig Eleonora Charlotta von Krassow. von Essen blev kornett vid Livgardet till häst den 12 december 1796 och löjtnant där den 13 december 1809. Den 4 november 1810 utnämndes han till adjutant hos den nye kronprinsen Karl Johan. Den 3 februari 1812 utnämndes han till ryttmästare och den 27 oktober 1813 befordrades han till överstelöjtnant i armén. Han begärde avsked den 19 januari 1820 och dog ogift den 8 april 1820 i Stockholm. Han ligger begravd vid Västeråkers kyrka.

## Utmärkelser
- Riddare av Svärdsorden – 7 februari 1814
- Riddare av Ryska Sankt Annas orden 2:a klass
- Riddare av Ryska Sankt Georgsorden 4:e klass
- Riddare av Preussiska orden Pour le Mérite